# Сан-Висенте-де-Фора (монастырь)

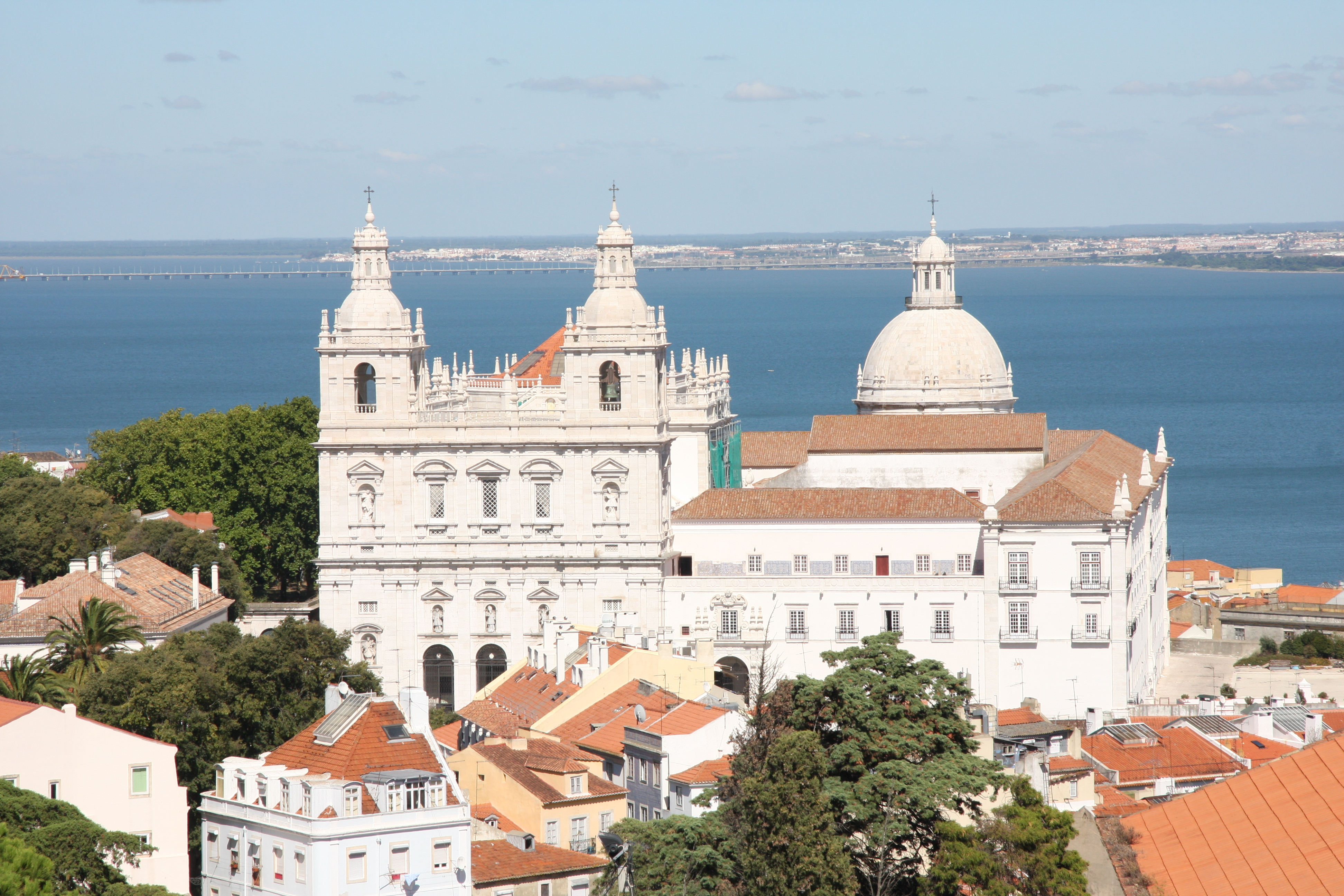
Вид на монастырь с замка Святого Георгия.

Сан-Висенте-де-Фора (порт. Igreja de São Vicente de Fora) — католический монастырь, находящийся в столице Португалии — Лиссабоне.

## История
Монастырь был основан ещё в 1147 году первым королём Португалии Афонсу I и затем был передан августинцам.
Современная церковь монастыря была построена в 1582-1629 гг, другие же здания были завершены лишь в XVIII веке. По этой причине, монастырь, строившийся первоначально в романском стиле, имеет черты маньеризма, а алтарная картина XVIII века выполнена в стиле барокко.
После того, как монастырь был перенесен в Мафру, с 1773 года монастырь, среди прочего, служил резиденцией Лиссабонского Патриарха. В монастыре находится одна из самых важных коллекций португальской живописи 17 века. Выдающееся значение имеет и украшение монастыря азулежу. Наряду с азулежу в монастыре Сан-Франциско в Сан-Сальвадор-да-Баия (Бразилия), это крупнейшая в мире коллекция азулежу.